# Ce n'est rien
Singles de Julien Clerc
Berce-moi
(1971) Niagara
(1972)
Pistes de Niagara
Adelita
(2)
Ce n'est rien est une chanson composée et interprétée par Julien Clerc, sur des paroles d'Étienne Roda-Gil, parue sur l'album Niagara en 1971. Elle est sortie la même année en tant que premier single de l'album.

## Accueil commercial
En France, le single atteint la 7e place, se vendant à plus de 200 000 exemplaires,, tandis que dans le prédécesseur de l'Ultratop 50 pour la Belgique francophone, il atteint la 4e place lors de la neuvième semaine dans le classement. Il totalisera au total 18 semaines de présence dans le hit-parade belge. Aux Pays-Bas, Ce n'est rien n'est sorti en single qu'en 1974 ; il atteint ensuite la 16e place du Nederlandse Top 40 et la 23e place du Nationale Hitparade et devient la deuxième chanson dans le pays à se classer dans les hit-parades néerlandais, après Si on chantait.

## Liste des titres
France 45 tours (1971)
| No | Titre             | Paroles          | Musique      | Durée |
| -- | ----------------- | ---------------- | ------------ | ----- |
| 1. | Ce n'est rien     | Étienne Roda-Gil | Julien Clerc | 3:20  |
| 2. | Rolo le baroudeur | Étienne Roda-Gil | Julien Clerc | 3:25  |

 Pays-Bas 45 tours (1974)
| No | Titre         | Paroles          | Musique      | Durée |
| -- | ------------- | ---------------- | ------------ | ----- |
| 1. | Ce n'est rien | Étienne Roda-Gil | Julien Clerc | 3:20  |
| 2. | Le Patineur   | Étienne Roda-Gil | Julien Clerc | 3:00  |

## Classements et certifications
| Classement (1971-1974)                  | Meilleure position |
| --------------------------------------- | ------------------ |
| Belgique (Wallonie Ultratop 50 Singles) | 4                  |
| France (IFOP)                           | 7                  |
| Pays-Bas (Nederlandse Top 40)           | 16                 |
| Pays-Bas (Nationale Hitparade)          | 23                 |

| Classement (1972) | Position |
| ----------------- | -------- |
| France (SNEP)     | 46       |

## Au cinéma
Sauf indication contraire ou complémentaire, les informations mentionnées dans cette section proviennent du générique de fin de l'œuvre audiovisuelle présentée ici.
- 1997 : On connait la chanson d'Alain Resnais
- 2015 : Les Chevaliers blancs de Joachim Lafosse - bande originale
- 2019 : Les Éblouis de Sarah Suco

## Reprises
La chanson fut reprise dès 1974 par la chanteuse Barbara qui la chanta en duo avec Julien Clerc, puis en 1984 par Hervé Vilard sur son album Les chansons que j'aime.
En 2019, Julien Clerc enregistre une nouvelle version de la chanson en duo avec la chanteuse Zaz, parue sur son album Duos.